# Elt Drenth
Eltje (Elt) Drenth (Dordrecht, 29 mei 1949 – Kudelstaart, 3 februari 1998) was een voormalig topzwemmer op de vrije slag, die namens Nederland eenmaal deelnam aan de Olympische Spelen: Mexico City 1968.
Bij zijn eerste en enige olympische optreden kwam Drenth op zijn enige individuele start, de 200 meter vrije slag, niet verder dan de series; met zijn 2.05,6 zette hij de 29ste tijd neer in de series. Ook op de estafette van de 4x200 meter vrije slag waren de voorrondes het eindstation voor de zwemmer van zwemvereniging Zwemlust: elfde plaats, met een 2.05,1 van Drenth als slotzwemmer. Zijn collega's in die race waren Dick Langerhorst (startzwemmer), Johan Schans (tweede zwemmer) en Aad Oudt (derde zwemmer).